# Pietro Marchetti

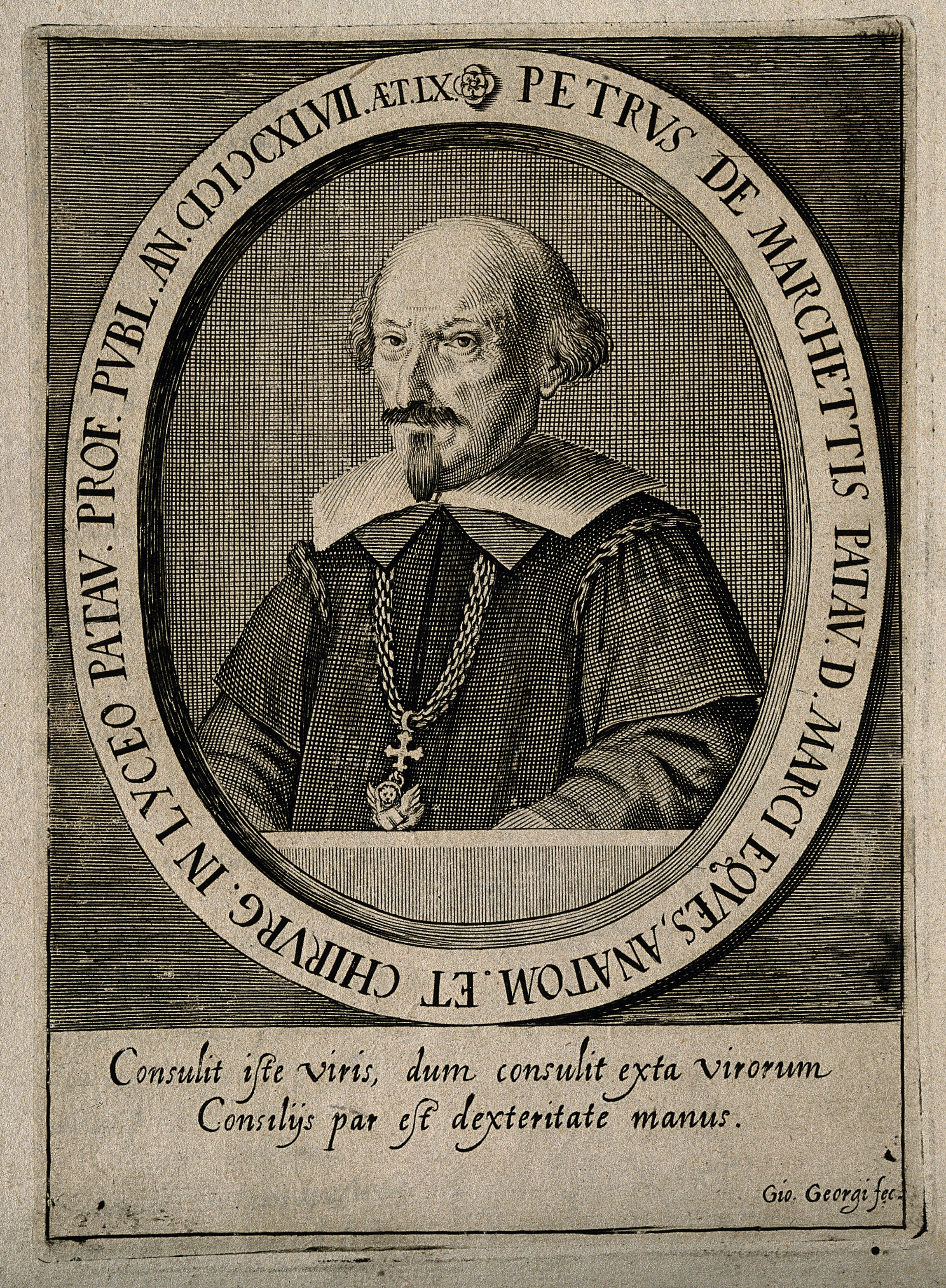
Professor Pietro Marchetti in Padua

Pietro Marchetti (Padua, 1589 – aldaar, 16 april 1673) was hoogleraar anatomie en chirurgie aan de universiteit van Padua, gelegen in de republiek Venetië. 
Zijn naam in het Latijn was Petrus de Marchettis.

## Levensloop
Marchetti studeerde geneeskunde aan de universiteit van Padua, zijn geboortestad. Hij had er praktijk en bleef verbonden aan de universiteit omwille van zijn chirurgische kennis. Hij verwierf de leerstoel chirurgie. In 1651 verwierf hij de leerstoel anatomie, die hij in 1662 omruilde voor deze van chirurgie. Tot zijn 80e verjaardag onderwees hij chirurgie (1669). 
Marchetti beschreef voor het eerst laattijdige botletsels ten gevolge van beschadiging door vuurwapens. Hij verwierf faam door twee nieuwe types van operaties. De eerste was een operatie voor leverabces. Een tweede was schedeltrepanatie voor epilepsie ten gevolge van een hoofdtrauma.
Zijn beide zonen werden hoogleraar chirurgie en anatomie in Padua. Hij gaf zijn leerstoel door aan zijn jongste zoon Antonio Marchetti op het moment van zijn emeritaat (1669). Zijn oudere zoon Domenico Marchetti volgde eerder al professor Johann Vesling op (1649).
Samen met zijn zoon Pietro kreeg Domenico Marchetti een praalgraf in de Basilica di Sant’Antonio in Padua. Zijn zoon en opvolger Antonio had dit geregeld.

## Werken
Enkele gepubliceerde werken van Pietro Marchetti zijn:
- Tendinis flexoris pollicis ab equo evulsi observatio (1658). Een beschrijving van een afgerukte duimpees door een paard.
- Sylloge observationum medico-chirurgicarum rariorum (1664). Dit werk kende meerdere herdrukken in Padua en een vertaling in het Duits. Het werk bevat 53 speciale medische en chirurgische gevallen. Zo heeft hij het onder meer over een botaantasting door tuberculose genaamd spina ventosa, over aarsfistels en letsels aan de urethra.
- Petri de Marchettis philosophi ac medici patavini (postuum 1729)